# Khachen (gavar)
Khachen ou Cachene (em armênio/arménio:  Խաչեն, transl. Khach’en) foi um gavar da ascar de Artsaque na Grande Armênia e, de 1979, do Oblast Autônomo do Alto Carabaque. Nos séculos IX-XIII, toda a Artsaque recebeu o nome de Cachene, quando a fortaleza de Cachene se tornou a residência principal de sua casa principesca nacarar.
Segundo o testemunho de Constantino VII Porfirogênito (séc. X), a corte bizantina mantinha correspondência com o iscano de Cacheme, encarando-a como uma unidade administrativa da Armênia. Até os séculos XII-XIII, correspondia a Artsaque em termos de  território ocupado. Durante as conquistas dos turcos seljúcidas e depois dos mongóis, a maior parte do gavar de Muhank (estepe Mugã) passou para o emirado curdo Xadádida em Ganzaca e seus herdeiros. Cachene ocupou as partes montanhosas e sopés de Artsaque, sem a metade sul do gavar de Mis Haband, que era governada pelo ramo Dizaque (descendente dos descendentes de Abu-Musa) da dinastia principesca Arranxaíquida de Artsaque.
As fronteiras do gavar de Cachene ficavam no oeste ao longo das margens orientais do Lago Sevã (incluindo ao gavares de Sodique e Guelama), no sudoeste - ao longo das encostas sul da cordilheira Darabaliã e no fluxo do rio Aghavno (Hagari), no norte - ao longo das encostas norte da montanha Murovdag, e no leste incluía a parte ocidental de Mukhank.
Na segunda metade do século XII, o governo de Cachene foi dividido em três ramos, cada um com seu nome especial.
1. Baixo Cachene (domínios dos residentes de Khokhanaberd: gavares de Metsiran e Berdadzor, parte norte dop gavar de Mis Haband);
2. Cachene Central ou Haterque (a maior parte do gavar de Mets Kuank ou Mets Kvenk, Parisos e Koght);
3. Alto Cachene ou Tsar, que incluía as margens orientais de Sevã e a bacia do rio Tartar (Trtu), gavares de Gelama, Sodique e Tsar.

Nas fontes medievais tardias, o nome Cachene indicava principalmente a área ocupada pelo melicado de Cachene na bacia de Khachenaget, uma vez que diferentes partes do antigo Estado, a partir do início do século XVI, foram ocupadas pelos melicados do Gulistão, Jaraberde, Tsar, Soghki e Varanda.